# Gebed tot de Aartsengel Michaël
Het gebed tot de Aartsengel Michaël is een rooms-katholiek gebed dat in 1886 werd geïntroduceerd door paus Leo XIII. Toen hij in 1884 tijdens een mis met kardinalen plots stemmen hoorde van zowel de Heer als de duivel - welke een visioen was -, schreef hij het gebed dat in 1886 officieel gebed werd van de kerk.
Na 1970 raakte het gebed in onbruik, maar paus Johannes Paulus II promootte het opnieuw in 1994.
De tekst luidt:
Nederlands
Heilige Aartsengel Michaël, verdedig ons in de strijd. Wees onze bescherming tegen de boosheid en de listen van de duivel. Wij smeken ootmoedig dat God hem Zijn macht doet gevoelen. En gij, vorst van de hemelse legerscharen, drijf Satan en de andere boze geesten, die tot verderf van de zielen over de wereld rondgaan, door de goddelijke kracht in de hel terug. Amen.

Latijn
Sancte Michael Archangele,
defende nos in proelio;
contra nequitiam et insidias diaboli esto praesidium.
Imperet illi Deus, supplices deprecamur:
tuque, Princeps militiae caelestis,
Satanam aliosque spiritus malignos,
qui ad perditionem animarum pervagantur in mundo,
divina virtute, in infernum detrude.
Amen.